# Villa Guardia
Villa Guardia est une commune italienne de la province de Côme en Lombardie.

## Administration
| Période                                  | Période  | Identité        | Étiquette | Qualité |
| ---------------------------------------- | -------- | --------------- | --------- | ------- |
| 14 juin 2004                             | En cours | Alberto Colzani |           |         |
| Les données manquantes sont à compléter. |          |                 |           |         |

### Hameaux
Maccio, Civello, Masano, Brugo, Mosino

### Communes limitrophes
Bulgarograsso, Cassina Rizzardi, Gironico, Grandate, Luisago, Lurate Caccivio, Montano Lucino